# Гривенка (деревня)
Гривенка — деревня в Нязепетровском районе Челябинской области России,  входит в состав Гривенского сельского поселения.

## География
Деревня находится на берегах реки Малая Ургала, на расстоянии примерно 43 км к югу от города Нязепетровск, административного центра района. Абсолютная высота — 390 м над уровнем моря.

## Население
| 2002 | 2010 |
| ---- | ---- |
| 207  | ↘139 |

### Половой состав
По данным Всероссийской переписи, в 2010 году численность населения деревни составляла 139 человек (71 мужчина и 68 женщин).

## Улицы
| - ул. Заречная, - ул. Зелёная, | - ул. Школьная, - ул. Южанинова. |